# Dhaliyur
Dhaliyur es una ciudad y nagar Panchayat situada en el distrito de Coimbatore en el estado de Tamil Nadu (India). Su población es de 11500 habitantes (2011). Se encuentra a 12 km de Coimbatore.

## Demografía
Según el censo de 2011 la población de Dhaliyur era de 11500 habitantes, de los cuales 5758 eran hombres y 5742 eran mujeres. Dhaliyur  tiene una tasa media de alfabetización del 78,95%, inferior a la media estatal del 80,09%: la alfabetización masculina es del 85,88%, y la alfabetización femenina del 72,03%.